# Grande Prêmio do Canadá de 1986
Resultados do Grande Prêmio do Canadá de Fórmula 1 realizado em Montreal em 15 de junho de 1986. Sexta etapa do campeonato, foi vencido pelo britânico Nigel Mansell, da Williams-Honda, com Alain Prost em segundo pela McLaren-TAG/Porsche e Nelson Piquet, em terceiro pela Williams-Honda.

## Classificação

### Treinos oficiais
| Pos.    | N.º | Piloto             | Construtor             | Q1       | Q2       | Grid     |
| ------- | --- | ------------------ | ---------------------- | -------- | -------- | -------- |
| 1       | 5   | Nigel Mansell      | Williams-Honda         | 1:28.829 | 1:24.118 | —        |
| 2       | 12  | Ayrton Senna       | Lotus-Renault          | 1:27.422 | 1:24.188 | + 0.070  |
| 3       | 6   | Nelson Piquet      | Williams-Honda         | 1:28.588 | 1:24.384 | + 0.266  |
| 4       | 1   | Alain Prost        | McLaren-TAG/Porsche    | 1:29.541 | 1:25.192 | + 1.074  |
| 5       | 25  | René Arnoux        | Ligier-Renault         | 1:30.200 | 1:25.224 | + 1.106  |
| 6       | 2   | Keke Rosberg       | McLaren-TAG/Porsche    | 1:29.384 | 1:25.533 | + 1.415  |
| 7       | 20  | Gerhard Berger     | Benetton-BMW           | 1:29.471 | 1:26.439 | + 2.321  |
| 8       | 26  | Jacques Laffite    | Ligier-Renault         | 1:30.171 | 1:26.447 | + 2.329  |
| 9       | 7   | Riccardo Patrese   | Brabham-BMW            | 1:32.692 | 1:26.483 | + 2.365  |
| 10      | 8   | Derek Warwick      | Brabham-BMW            | 1:33.231 | 1:27.413 | + 3.295  |
| 11      | 27  | Michele Alboreto   | Ferrari                | 1:45.740 | 1:27.495 | + 3.377  |
| 12      | 18  | Thierry Boutsen    | Arrows-BMW             | 1:35.843 | 1:27.614 | + 3.496  |
| 13      | 15  | Alan Jones         | Haas Lola-Ford         | 1:33.291 | 1:28.058 | + 3.940  |
| 14      | 16  | Patrick Tambay     | Haas Lola-Ford         | 1:31.487 | 1:28.095 | + 3.977  |
| 15      | 19  | Teo Fabi           | Benetton-BMW           | 1:51.056 | 1:28.102 | + 3.984  |
| 16      | 11  | Johnny Dumfries    | Lotus-Renault          | 1:32.144 | 1:28.521 | + 4.403  |
| 17      | 4   | Philippe Streiff   | Tyrrell-Renault        | 1:32.307 | 1:28.639 | + 4.521  |
| 18      | 28  | Stefan Johansson   | Ferrari                | 1:28.881 | 1:29.078 | + 4.763  |
| 19      | 3   | Martin Brundle     | Tyrrell-Renault        | 1:34.233 | 1:29.111 | + 4.993  |
| 20      | 24  | Alessandro Nannini | Minardi-Motori Moderni | 1:35.789 | 1:29.653 | + 5.535  |
| 21      | 23  | Andrea de Cesaris  | Minardi-Motori Moderni | 1:32.619 | 1:29.854 | + 5.736  |
| 22      | 14  | Jonathan Palmer    | Zakspeed               | 1:31.856 | 1:30.005 | + 5.887  |
| 23      | 21  | Piercarlo Ghinzani | Osella-Alfa Romeo      | 1:36.575 | 1:31.479 | + 7.361  |
| 24      | 29  | Huub Rothengatter  | Zakspeed               | 1:46.280 | 1:32.113 | + 7.995  |
| 25      | 22  | Christian Danner   | Osella-Alfa Romeo      | 1:41.436 | s/ tempo | + 17.318 |
| Fontes: |     |                    |                        |          |          |          |

### Corrida
| Pos.    | Nº | Piloto             | Construtor             | Voltas | Tempo/Diferença | Grid | Pontos |
| ------- | -- | ------------------ | ---------------------- | ------ | --------------- | ---- | ------ |
| 1       | 5  | Nigel Mansell      | Williams-Honda         | 69     | 1:42:26.415     | 1    | 9      |
| 2       | 1  | Alain Prost        | McLaren-TAG/Porsche    | 69     | + 20.659        | 4    | 6      |
| 3       | 6  | Nelson Piquet      | Williams-Honda         | 69     | + 36.262        | 3    | 4      |
| 4       | 2  | Keke Rosberg       | McLaren-TAG/Porsche    | 69     | + 1:35.673      | 6    | 3      |
| 5       | 12 | Ayrton Senna       | Lotus-Renault          | 68     | + 1 volta       | 2    | 2      |
| 6       | 25 | René Arnoux        | Ligier-Renault         | 68     | + 1 volta       | 5    | 1      |
| 7       | 26 | Jacques Laffite    | Ligier-Renault         | 68     | + 1 volta       | 8    |        |
| 8       | 27 | Michele Alboreto   | Ferrari                | 68     | + 1 volta       | 11   |        |
| 9       | 3  | Martin Brundle     | Tyrrell-Renault        | 67     | + 2 voltas      | 19   |        |
| 10      | 15 | Alan Jones         | Haas Lola-Ford         | 66     | + 3 voltas      | 13   |        |
| 11      | 4  | Philippe Streiff   | Tyrrell-Renault        | 65     | + 4 voltas      | 17   |        |
| 12      | 29 | Huub Rothengatter  | Zakspeed               | 63     | + 6 voltas      | 24   |        |
| Ret     | 7  | Riccardo Patrese   | Brabham-BMW            | 44     | Turbo           | 9    |        |
| Ret     | 21 | Piercarlo Ghinzani | Osella-Alfa Romeo      | 43     | Câmbio          | 23   |        |
| Ret     | 23 | Andrea de Cesaris  | Minardi-Motori Moderni | 40     | Câmbio          | 21   |        |
| Ret     | 18 | Thierry Boutsen    | Arrows-BMW             | 38     | Pane elétrica   | 12   |        |
| Ret     | 20 | Gerhard Berger     | Benetton-BMW           | 34     | Turbo           | 7    |        |
| Ret     | 28 | Stefan Johansson   | Ferrari                | 29     | Acidente        | 18   |        |
| Ret     | 11 | Johnny Dumfries    | Lotus-Renault          | 28     | Acidente        | 16   |        |
| Ret     | 14 | Jonathan Palmer    | Zakspeed               | 24     | Motor           | 22   |        |
| Ret     | 8  | Derek Warwick      | Brabham-BMW            | 20     | Motor           | 10   |        |
| Ret     | 24 | Alessandro Nannini | Minardi-Motori Moderni | 17     | Turbo           | 20   |        |
| Ret     | 19 | Teo Fabi           | Benetton-BMW           | 13     | Bateria         | 15   |        |
| Ret     | 22 | Christian Danner   | Osella-Alfa Romeo      | 6      | Turbo           | 25   |        |
| Ret     | 16 | Patrick Tambay     | Haas Lola-Ford         | 0      | Acidente        | 14   |        |
| Fontes: |    |                    |                        |        |                 |      |        |

## Tabela do campeonato após a corrida
| Pos.    | Piloto        | Pontos |
| ------- | ------------- | ------ |
| 1       | Alain Prost   | 29     |
| 2       | Nigel Mansell | 27     |
| 3       | Ayrton Senna  | 27     |
| 4       | Nelson Piquet | 19     |
| 5       | Keke Rosberg  | 14     |
| Fontes: |               |        |

| Pos.    | Construtor          | Pontos |
| ------- | ------------------- | ------ |
| 1       | Williams-Honda      | 46     |
| 2       | McLaren-TAG/Porsche | 43     |
| 3       | Lotus-Renault       | 27     |
| 4       | Ligier-Renault      | 13     |
| 5       | Ferrari             | 10     |
| Fontes: |                     |        |

- Nota: Somente as primeiras cinco posições estão listadas. Entre 1981 e 1990 cada piloto podia computar onze resultados válidos por temporada não havendo descartes no mundial de construtores.